# Arroz negro (cocina mexicana)
El arroz negro es un platillo mexicano con arroz, cebolla, ajo y caldo de frijoles negros, lo que le da su nombre. En la gastronomía yucateca se aromatiza con epazote, mientras que en la oaxaqueña se sustituye por hoja de aguacate.

## Preparación
Para obtener el caldo, se cuecen en agua unos frijoles negros junto con cebolla y manteca. Otras recetas fríen la cebolla picada junto con el ajo en abundante aceite. Se agrega el arroz y se nacara ligeramente. Finalmente se agrega el caldo de los frijoles negros que ya se cocieron y colaron previamente, se aromatiza con unas hojas de epazote u hoja de aguacate y sal. Si se desea enchilar, se pueden agregar rajas de chile serrano. Así se tapa y se cuece a fuego lento hasta que esté al dente.